# Nepachys cardiacae
Nepachys cardiacae är en skalbaggsart som först beskrevs av Carl von Linné 1761.  Nepachys cardiacae ingår i släktet Nepachys, och familjen Malachiidae. Arten är reproducerande i Sverige.